# Harcerska Służba Polsce Socjalistycznej
Harcerska Służba Polsce Socjalistycznej (HSPS) – ruch programowy wewnątrz Związku Harcerstwa Polskiego wprowadzany od 1973 roku jako program dla drużyn harcerskich działających w szkołach średnich. VII Zjazd ZHP podjął decyzję o likwidacji HSPS w marcu 1981.

## Program
Program opierał się na koncepcji klasodrużyn, w których cała klasa szkolna była uznawana za drużynę harcerską, a drużynowym zostawał często wychowawca klasy. Drużyny HSPS nie nosiły tradycyjnych szarych i zielonych mundurów harcerskich, używały natomiast beżowych (piaskowych) koszul, czerwonych krajek i bordowych beretów. Harcerze HSPS-u składali zmienione i zideologizowane Przyrzeczenie Harcerskie, często w rocznicę Manifestu Lipcowego lub w święto 1 maja. Jednym z głównych ideologów HSPS był Jerzy Majka, późniejszy redaktor naczelny Trybuny Ludu.
Stopień indoktrynacji i wpływu programu HSPS na młodzież był różny w zależności od regionu kraju lub konkretnego środowiska harcerskiego. W miastach o ugruntowanych i silnych tradycjach harcerskich, HSPS był marginalizowany „oddolnie” – drużyny brały udział w programie pozornie lub z minimalnym tylko zaangażowaniem, a takie sabotowanie tolerowane było na szczeblu komend szczepu lub hufca. Natomiast w miastach i dzielnicach „nowych”, „robotniczych” (np. w powstałej po 1945 Nowej Hucie) program HSPS realizowany był relatywnie skrupulatniej.